# Heiser Mühle
Die Heiser Mühle in der niedersächsischen Gemeinde Beverstedt, westlich des Ortsteils Hollen in Heise und nördlich des Heiser Schiffgrabens, im Landkreis Cuxhaven, stammt aus der zweiten Hälfte des 19. Jahrhunderts. Aktuell (2024) wird sie museal und für kulturelle Zwecke genutzt.
Das Gebäude steht unter Denkmalschutz (siehe auch Liste der Baudenkmale in Beverstedt).

## Beschreibung
Diese Galerieholländer-Windmühle von 1877 besteht aus:
- dem dreigeschossigen achteckigen massiven und verklinkerten Sockel mit original erhaltenen rundbogigen Fenstern sowie der Vertikalgliederung durch Ecklisenen; früher gab es eine Querdurchfahrt mit Toren mit Korbbogen, am westlichen Einfahrtstor ist oberhalb eine Luke,
- der hölzernen Galerie,
- dem zweigeschossigen Mühlenkopf in Reetdeckung
- und der Haube mit den erhaltenen Flügeln und der  Windrose.[1]

## Geschichte
Mühlenbauer Brockmann aus Albstedt baute 1877 die Mühle für Lüder Kellers aus Wittstedt. Hinrich Grotheer kaufte sie 1886; fortan blieb sie im Familienbetrieb. 1898 übernahm sie der Schwiegersohn Hinrich Gerken, 1944 sein Sohn Johann Gerken, 1954 dessen Tochter Louise Grüning und ihr Ehemann Johannes Grüning, 1979 erbte sie deren Tochter Karin Koopmann und Ehemann Borchert Koopmann und 2014 die Söhne Oliver und Birger Koopmann.
Ein Deutz-Dieselmotor in einem eigens errichteten Maschinenhaus diente seit 1924 als Antrieb eines neuen, ausschließlich per Motorkraft betriebenen Mahlganges und zudem dem Antrieb eines der vorliegenden Mahlgänge für den optionalen Wind- oder Motorbetrieb. Seit 1944 leistet ein Elektromotor den Antrieb.
Die Familie gab den Mühlenbetrieb 1956 auf und verpachtete sie an den Müller Karl-Heinz Grabow. Die Einstellung des Mahlbetriebes erfolgte 1967. Baufällig wurden die Mühlenflügel 1969 demontiert. Die Sanierungsarbeiten begannen 1974 und wurden 1979 abgeschlossen. Als im Jahr 2000 ein Flügel brach, erhielt sie einen Flügelkreuz aus Stahl. Die Mühle kann heute betrieben werden. Es werden in ihr Kunstgewerbe-Ausstellungen veranstaltet. Sie ist die Mühle Nr. 28 der Niedersächsischen Mühlenstraße im Landkreis Cuxhaven.
Das Landesdenkmalamt befand u. a.: „… Der Galerieholländer hat durch seine Höhe und Lage eine orts- und landschaftsbildprägende Bedeutung. ….“